# علف چشمه

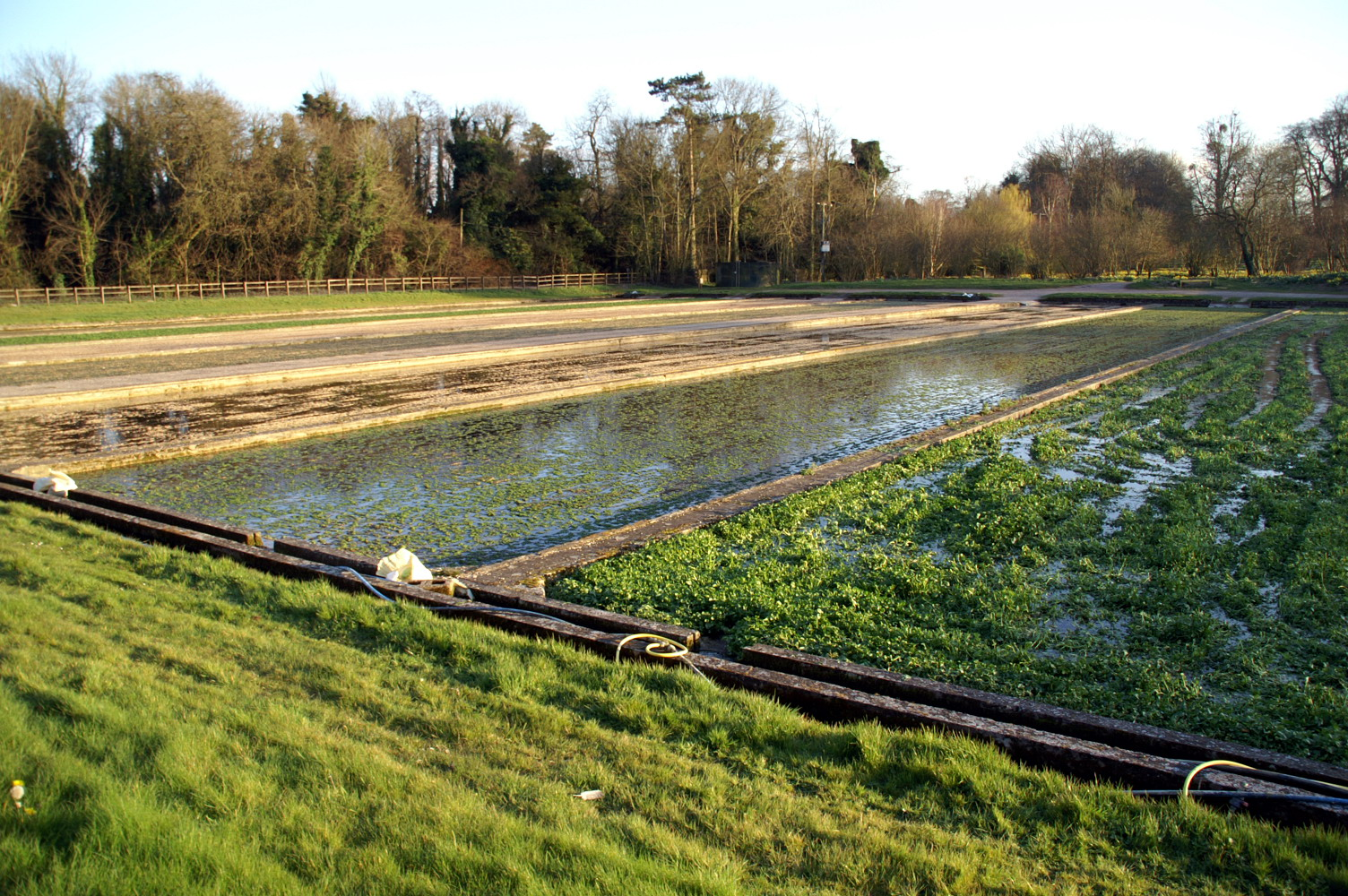
زمین کشت آب تره در همپشایر.

علف چشمه، ترتیزک آبی (نام علمی: Nasturtium officinale) یا کوزله، بولاغ اوتی، گُنَوی، آب‌تَره، ودر بیجار و در زبان کردی گروسی کۊز و در زبان لری بختیاری باکلو یا بَکَلو تلفظ میشود که گیاهی از تیرهٔ شب‌بوها به ارتفاع ۱۰ تا ۶۰ سانتی‌متر با برگ‌های کوچک به رنگ سبز تیره و گل‌های خوشه‌ای کوچک سفید و ساقه‌های خزنده است که از نقاط مختلف آن ریشه‌های کوچک و سفید خارج می‌شود و معمولاً در چشمه‌سارها کنار جوی‌ها و باتلاق‌ها می‌روید. این گیاه مقدار قابل توجهی آهن، کلسیم و اسید فولیک و کمی هم ویتامین‌های ث و آ دارد.
آهن قابل جذب علف چشمه از اسفناج هم بیشتر است و به همین جهت می‌تواند در بهبود کم‌خونی مؤثر باشد. کلسیم آن نیز بیشتر از شیر (تنها در مقادیر بسیار بالا) ، و ویتامین ث آن از پرتقال بیشتر است.

## تاریخچه
علف چشمه به صورت وحشی در بسیاری از نقاط آسیا و اروپا می‌روید و انسان‌ها از دوران باستان با آن آشنا بوده و خاصیت‌های درمانی گوناگونی را به آن نسبت می‌دادند. این گیاه هم به خاطر این خاصیت‌های دارویی و هم مزهٔ تند خوش‌گوار آن مورد علاقهٔ بسیاری بوده‌است. کسنوفون فرماندهٔ جنگی و مورخ یونانی از سربازانش می‌خواسته برای تقویت نیروی خود علف چشمه بخورند. وی همچنین در کتاب کورش‌نامه خود در توضیح زندگی پارسیان در مراکز تربیتی آن‌ها به این نکته اشاره می‌کند که علف چشمه از غذاهای اصلی آنان بوده‌است. در مورد کودکان می‌نویسد؛ «غذای عمدهٔ آن‌ها نان و بولاغ اوتی است، که از خانه با خود می‌آورند و فنجانی دارند، که با آن از رودخانه آب می‌آشامند.» و در مورد نوجوانان؛ «غذای دیگر این نوجوانان، جز آنکه ذکر شد، فقط گوشت شکار است با بولاغ اوتی.» یونانیان و انگلوساکسونها علف چشمه را برای درمان طاسی مصرف می‌کرده‌اند. جرارد (۱۶۳۳) آن را برای درمان یرقان سفید دختران جوان توصیه می‌کرده‌است. فرانسیس بیکن هم خاصیت‌های جادویی همچون جوان کردن زنان سالخورده را به علف چشمه  نسبت داده‌است. ایرلندی‌ها هم ارزش خاصی برای علف چشمه قائل بوده و آن را غذای دانایان و فرزانگان می‌دانسته‌اند.

## اثر درمانی
برخی تحقیقات از اثر ضدسرطانی علف چشمه حکایت داشته‌است.
در سال ۲۰۱۰ تحقیق در دانشگاه ساوت‌همپتون نشان داد که تنها پس از چند ساعت از گذشت مصرف حدود ۸۰ گرم علف چشمه ، میزان مولکول‌های ضدسرطانی در خون افزایش یافته و از رشد سلول‌های سرطان پستان جلوگیری می‌شود. به این ترتیب این گیاه هم در جلوگیری از رشد سرطان پستان و هم در کمک به بهبودی مبتلایان به این بیماری و جلوگیری از عود آن مؤثر است.
مطالعه‌ای که در ژورنال «همه‌گیرشناسی سرطان» در سال ۱۹۹۵ به چاپ رسید از کاهش پیشرفت سرطان ریه در افراد سیگاری با مصرف منظم روزانه ۵۷ گرم علف چشمه حکایت داشت. مطالعه دیگری در دانشگاه اولستر که در «ژورنال آمریکایی تغذیه بالینی» در سال ۲۰۰۷ به چاپ رسید نشان داده که مصرف ۸۵ گرم علف چشمه در روز به مدت ۸ هفته حدود ۲۳٪ تخریب دی‌ان‌ای گلبول‌های سفید بر اثر سرطان را کاهش می‌دهد. اثر مثبت علف چشمه در افراد سیگاری چشمگیرتر است که این احتمالاً به کمبود آنتی‌اکسیدان‌ها در بدن سیگاری‌ها مربوط می‌شود.

## شرایط رشد و نگهداری
نور: این گیاه به نور متوسط خورشید نیاز دارد و نباید به صورت کاملاً مستقیم مقابل نور ۱۰۰ درصد خورشید باشد.
آب: علف چشمه اغلب کنار آب‌ها و چشمه‌ها رشد می‌کند، پس یک گیاه آبزی‌ست. ریشه‌های آن فقط درون آب دوام می‌آورد.
توجه داشته باشید که ساقه‌های این گیاه باید تا ۵ سانتی‌متر در آب باشد.
خاک: این گیاه بیشتر در زمین‌های پر آب و یا باتلاقی با اسیدیته ۷٫۲ رشد می‌کند.
دما: بهترین حالت دمایی برای این گیاه نواحی معتدل تا گرم است.
البته این گیاه در دمای منفی ۱۵ درجه سانتی‌گراد هم بدون مشکل رشد می‌کند.

## عوارض
به سبب مهار آنزیم سیتوکروم p۴۵۰ در مصرف زیاد این گیاه، ممکن است در متابولیسم برخی داروها اختلال ایجاد کند.